# Heilig Hartbeeld (Oijen)
Het Heilig Hartbeeld is een standbeeld in de Nederlandse plaats Oijen, in de provincie Noord-Brabant.

## Achtergrond
Het Heilig Hartbeeld werd in 1924 opgericht ter gelegenheid van het zilveren priesterjubileum van pastoor Albertus Paulus Antonius Felet (1851-1942). Het beeld werd gemaakt door de Duitse beeldhouwer Gerd Brüx. Het stond aanvankelijk bij de begraafplaats, maar werd in 1989 verplaatst naar de kruising Oijens Bovendijk/Bernhardweg. Op de oorspronkelijk plek werd een Mariakapel geplaatst.

## Beschrijving
Het beeld toont een staande Christusfiguur, in een gedrapeerd gewaad. Hij houdt zijn hoofd deemoedig gebogen en wijst met beide handen naar het Heilig Hart op zijn borst. Het beeld is geplaatst op een sokkel met aan de voorzijde de tekst "Myn juk is zoet en myn last is licht." en aan de achterzijde "Ter herinnering aan het 25 jarig Pastoraat van den zeer eerw. heer A.P.A. Felet 27 Januari 1924".